# Bartosz Domański
Bartosz Domański (ur. 25 sierpnia 1980 w Opolu) – polski łyżwiarz figurowy, dwukrotny mistrz i trzykrotny wicemistrz Polski w łyżwiarstwie figurowym.

## Życiorys
Karierę zakończył w listopadzie 2007 po wygranych zawodach w Erfurcie (Niemcy), gdzie reprezentował barwy niemieckie. Został instruktorem łyżwiarstwa figurowego oraz profesjonalnym łyżwiarzem. Swoje umiejętności wykorzystuje w rewiach łyżwiarskich (m.in. Philippe Candeloro Show), show telewizyjnych (Gwiazdy tańczą na lodzie), pokazach i show na całym świecie. Prowadzi również treningi z dziećmi i młodzieżą w Polsce i za granicą. Ściśle współpracuje z klubem UKŁF Piast Opole.

## Osiągnięcia
- Mistrzostwa Europy w łyżwiarstwie figurowym: 31 i 26. miejsce
- Mistrzostwa świata juniorów w łyżwiarstwie figurowym: 27, 31 i 29. miejsce
- Mistrzostwa Polski w łyżwiarstwie figurowym: 2, 2, 1, 1 i 2. miejsce
- Nebelhorn Trophy: 18, 17 i 16. miejsce
- Memoriał Karla Schäfera: 14 i 12. miejsce
- Ondrej Nepela Memorial: 16 i 12. miejsce
- Uniwersjada: 20. miejsce
- Grand Prix Juniorów w łyżwiarstwie figurowym: 17, 15, 14, 12 i 7. miejsce